# Maciej Więckowski
Maciej Więckowski (ur. 1982) – polski aktor teatralny, filmowy i dubbingowy.
W 2005 roku ukończył studia w Akademii Teatralnej im. Aleksandra Zelwerowicza w Warszawie.
W latach 2005–2007 występował w Teatrze Nowym w Warszawie. Obecnie gra w Teatrze Powszechnym.

## Filmografia
- 2016
  - Na dobre i na złe – pacjent
- 2012
  - Komisarz Alex – policjant (odc. 24)
- 2011
  - Czas honoru (odc. 43)
- 2010
  - Ludzie Chudego – reż. Maciej Wojtyszko, Wojciech Adamczyk
- 2009
  - Blondynka – policjant (odc. 1)
  - Rodzina zastępcza odc.316 – reż. Wojciech Nowak
  - Synowie odc.3 – reż. Krzysztof Jaroszyński
- 2007
  - Niania – reż. jerzy Bogajewicz
- 2006
  - Fałszerze – powrót Sfory – reż. Wojciech Wójcik
  - Kryminalni – recepcjonista (odc. 51)
  - Egzamin z życia odc. 56 – reż. Marcin Krzyształowicz
  - Samo życie – reż. zbiorowy
- 2005
  - Klan – reż. Paweł Karpiński
  - Lokatorzy odc. 208 – reż. Andrzej Kostenko

## Polski dubbing
- 2012:
  - Koszykarze – reż. Jerzy Dominik
  - Muminki w pogoni za kometą jako Migotek – reż. Maria Czykwin
- 2011:
  - Looney Tunes Show jako Grach teleturnieju (odc. 1) – reż. Elżbieta Jeżewska
  - W jak wypas jako Lester
  - Powodzenia, Charlie: Szerokiej drogi jako PJ
  - Zielony patrol – reż. Jerzy Dominik
  - Tytan Symbionik jako szeregowy Stevens (odc. 1) – reż. Andrzej Chudy
  - Franklin i przyjaciele jako Lis – reż. Miriam Aleksandrowicz
  - Smerfy – reż. Marek Robaczewski
  - Chuck i przyjaciele
  - Pora na przygodę! – reż. Jerzy Dominik
  - Beyblade: Metal Masters – reż. Jerzy Dominik
  - Boska przygoda Sharpay – reż. Artur Kaczmarski
  - Gwiezdne wojny: część V – Imperium kontratakuje – reż. Wojciech Paszkowski
- 2010:
  - Opowieści z Narnii: Podróż Wędrowca do Świtu jako Edmund – reż. Jerzy Dominik
  - Powodzenia, Charlie! jako PJ – reż. Marek Robaczewski
  - Aniołki i spółka jako ojciec Edwarda – reż. Andrzej Chudy
  - True Jackson jako Jasper Peacock – reż. Andrzej Chudy
  - Jake i Blake – reż. Agnieszka Zwolińska
- 2008:
  - Wyspa Nim – reż. Artur Kaczmarski
  - Drake i Josh – reż. Artur Kaczmarski
- 2007:
  - Doktor Strange – reż. Krzysztof Staroń
  - Dzika przyszłość jako Ethan
- 2006–2011:
  - Hannah Montana – reż. Marek Robaczewski
- 2005–2008:
  - Słodkie, słodkie czary – reż. Krzysztof Staroń
  - Batman – reż. Elżbieta Mikuś, Dorota Kawęcka